# Bourron-Marlotte
Bourron-Marlotte är en kommun i departementet Seine-et-Marne i regionen Île-de-France i norra Frankrike. Kommunen ligger i kantonen Nemours som tillhör arrondissementet Fontainebleau. År 2022 hade Bourron-Marlotte 2 782 invånare.

## Befolkningsutveckling
Antalet invånare i kommunen Bourron-Marlotte
| Referens: INSEE |